# 奧本山
奧本山（英語：Auburn Hills）位于在密西根州奧克蘭郡的底特律都會帶。在2010年人口普查中，統計人口為21,412
人。 該市內的奧本山宮殿球場為NBA球隊底特律活塞的主場。

## 地理概況
根據美國人口普查局的統計，奧本山市總面積為16.64平方英里（43.10平方）。其中16.60平方英里（42.99平方）的陸域和 0.04平方英里（0.10平方） 的水域。

## 教育
在部分的奧本山庞蒂亚克学区营运公立学校。

## 延伸閱讀
- Auburn Hills Welcome Video （页面存档备份，存于）
- Randall, Natalie Kilmer. Pontiac Township 1827-1983: The End of an Era. Pontiac, MI: 1983
- Oakland University history page （页面存档备份，存于）
- Auburn Hills Chamber of Commerce （页面存档备份，存于）

## 外部連結
- City of Auburn Hills （页面存档备份，存于）
- Auburn Hills Public Library （页面存档备份，存于）